# Estefatón

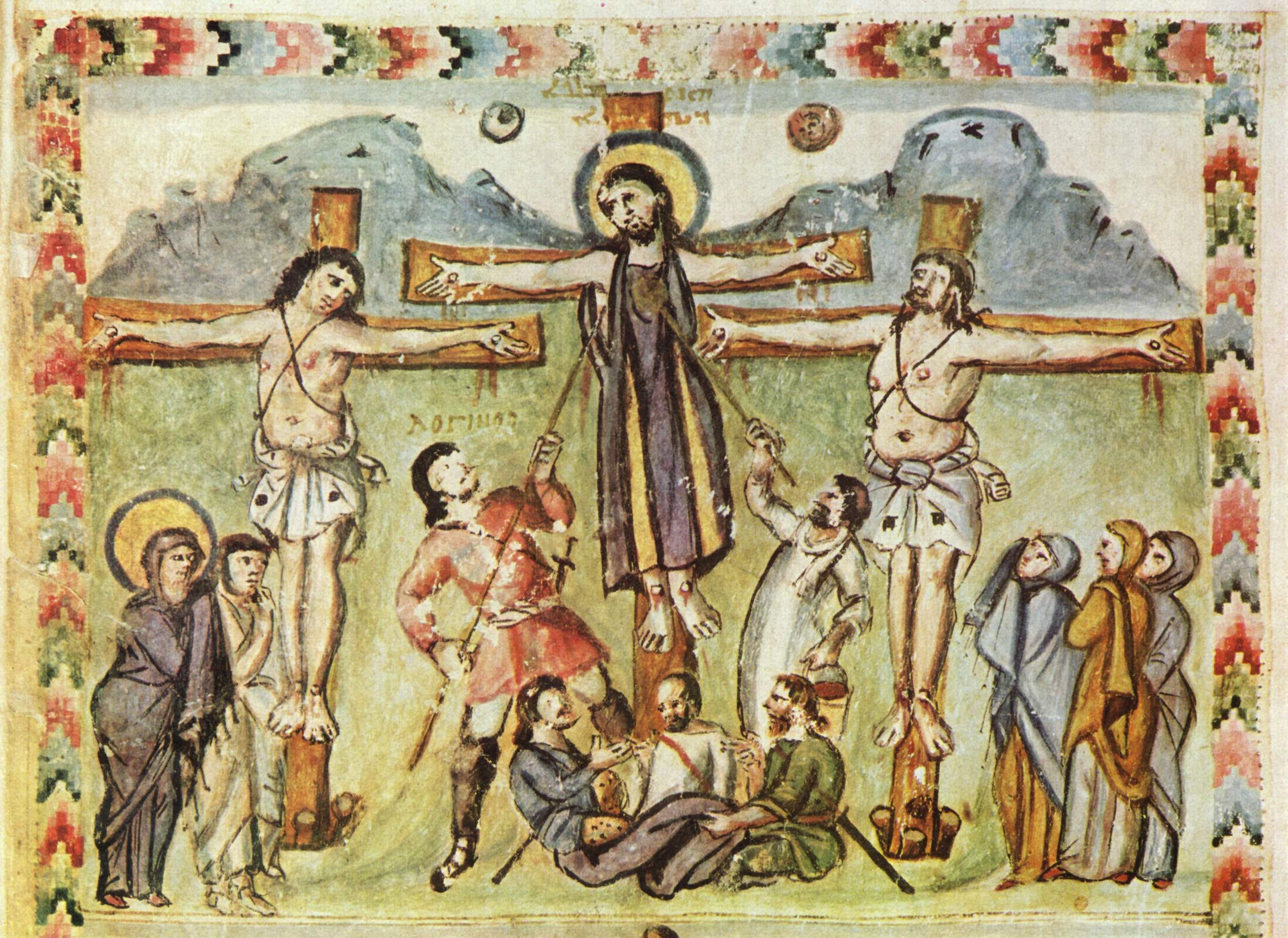
Estefatón, a la derecha de Jesús, en la más temprana crucifixión en el manuscrito ilustrado escrito en siríaco llamado Rabbula Evangelios, 586. Longino no es nombrado aquí.

Estefatón es el nombre dado en las tradiciones cristianomedievales al soldado romano, sin nombre en la Biblia, que le ofreció a Jesús una esponja empapada en vino y vinagre en la Crucifixión. En representaciones posteriores de la Crucifixión, Estefatón aparece frecuentemente con Longino, el nombre que se dio al soldado que perforó el costado de Jesús con una lanza.

## Cuentas de evangelio
El relato de Jesús recibiendo una esponja empapada en vinagre mientras está en la cruz aparece en los cuatro evangelios canónicos, con algunas variaciones. Tanto en Marcos 15: 35-36 como en Mateo 27: 47-48, justo después de que Jesús dice "Dios mío, Dios mío, ¿por qué me has abandonado?", Un soldado cercano empapa una esponja en vinagre y lo levanta en una caña para que Jesús pueda beber. Lucas 23: 36-37 menciona que los soldados asistentes le ofrecen vinagre a Jesús mientras se burlan de él, moviendo el motivo burlón que aparece anteriormente en Marcos y Mateo a la crucifixión. En Juan 19:28-30, Jesús declara "Tengo sed" (una de sus últimas palabras) y recibe la esponja empapada en vinagre "en el hisopo". El significado del acto no está claro, aunque generalmente se interpreta como un acto de misericordia por parte de los soldados. El episodio puede aludir al Salmo 69:21: "En mi sed me dieron a beber vinagre". o a la costumbre de los romanos de beber Posca

## En el arte
No se sabe cuándo ni cómo se originó el nombre Estefatón para este personaje, aunque se había vuelto común mucho antes del fin del primer milenio.
En una tradición iconográfica originada en el arte bizantino, y continuando en el arte carolingio y otoniano, en representaciones de la Crucifixión, se mostraba regularmente junto a Longino, con sus acciones mostradas simultáneamente, aunque en la narrativa bíblica, estas tuvieron lugar en diferentes momentos (la de Estefatón ocurre antes de la muerte de Jesús, la de Longino ocurrió después). Esto también se ve en el arte irlandés Colum Hourihane y otros sugieren que las imágenes no deben leerse como una narración simple, sino más bien como una mezcla de simbolismo y representación típica del arte medieval.